# 黒田九兵衛直次
黒田九兵衛 直次（くろだきゅうべえ なおつぐ、生年不詳 - 1600年(慶長5年)9月19日）は、日本の戦国・安土桃山時代の足軽大将。
豊臣秀吉の子飼衆で、賤ヶ岳の七本槍の一人だった加藤嘉明に仕えた。小田原征伐や文禄の役に参加し活躍したが、慶長5年（1600年）の三津浜夜襲に参加、如来寺において銃弾を受け討ち死にした。   

## 生涯

### 秀吉時代
近江黒田氏系の父、初代黒田九兵衛忠次は羽柴秀吉が長浜城主となった天正年間、弟の羽柴秀長（大和大納言豊臣秀長）に直属の家臣として仕えた。その子の2代目黒田九兵衛直次も羽柴秀長に仕え150石で召抱えられていたが、天正13年(1585年)7月に羽柴秀吉が関白豊臣秀吉となり羽柴秀長が大和大納言豊臣秀長となった年に加藤嘉明（賤ヶ岳の七本槍の一人）の家臣となった。
天正18年(1598年)の小田原征伐では加藤嘉明の水軍に鉄砲隊（御陳）として参加。
文禄元年(1593年)の文禄の役にも加藤水軍として参戦し、慶長3年（1598年）に主君の加藤嘉明が秀吉から伊豫国眞崎を拝領した際に、直次は伊豫国野間郡吉田村（現在の今治市付近）に知行600石を得た。

### 四国の関ヶ原
慶長5年(1600年)、主君加藤嘉明が東軍として参戦した関ヶ原の戦いの際に、毛利勢の侵攻に備えて、海沿いの浜手口御門を守護する命令を直次は受けた。9月10日毛利勢50騎超が三津浜に襲来。9月16 日に佃次郎兵衛尉と黒田九兵衛直次は敵陣に夜襲を行い敵の首を数球討ち取り、敵の毛利方を散々に敗北させた。毛利勢は八幡山麓の如来寺(日尾八幡神社の隣)に立て籠もった。19日の追討で如来寺に向かった黒田九兵衛直次は長刀石(なぎなた石)で如来寺の門を打ち破り、単身一騎で駆け入ったが、敵方の鉄砲射撃が烈しく、団扇や指物に7発、総身に5発の銃弾を受け討ち死にした。（三津浜夜襲）
愛媛県松山市久米の日尾八幡神社に黒田九兵衛直次の霊を祀った黒田霊社がある。（同社縁起）    
```
「天正年中大和大納言秀長公随身命終年月相知り申さず候」  黒田九兵衛忠次
「天正年中秀長公に仕え禄百五十石下され置き候
故有って立退き其後尾藤甚右衛門殿に仕え彼地にて一戦の剋軍功の働感状之れ有り其
後天正十三年七月三明院様淡路国三原郡志智御拝領の節召し抱えられ知行百五十石下され置き御銕鉋頭仰付けられ
天正十八年相模國小田原御陳並文禄元年朝鮮国御征伐等の御供仕り
慶長三年伊豫国眞崎御拝領の節其の御供仕り同国野間郡吉田村で知行六百石下し置かれ」  黒田九兵衛直次
「同五年関ヶ原御出陳の御留守濱手口御門相守る可き仰付けられ同年九月十日毛利軍勢五十余騎三津濱へ押し寄せ
同十六日佃次郎兵衛黒田九兵衛敵陣夜討仕り首数級討ち取り敵散々敗北
八幡山麓如来寺へ立て籠り同十九日亦相議し馳せ向い直次長刀石を以って突き如来寺の門戸打破り
勇力を揮って唯一騎馳せ入り戦い仕候処敵方鉄砲烈しく発し団扇指物に七つ総身に五つ中り
如来寺に於いて慶長五年九月十九日討ち死に仕候」  黒田九兵衛直次
出典：
[
1
]
```

```
油断していた毛利軍に夜討ちをしかけ、あわてふためく敵陣に一応の成果をあげることができたが、大軍相手に厳しい状況に変わりはなかった。
そんな中、戦略家である黒田が、いざ、敵陣に攻め込もうとした時、配下の武士は、「敵が矢や鉄砲を構えて待っている場所なので、顔を出すのも難しい」と尻込みしてしまう。
これを見た黒田は、「敵が矢や鉄砲を構えて待っているとかは関係ないことである。主君のために一命を捨てることは珍しいことではない。急いで攻めこむべし」と言って、久米如来寺の門の敷居を飛び越え敵陣の中に斬り込んだ。
銃弾が雨足のように飛びかかり、黒田は臥して死んでしまうが、松前軍は最終的に山越の戦いで勝利し、毛利軍は芸州へ引き上げた。
関ヶ原の戦いの後に松前城に帰った嘉明は、毛利勢との戦いで松前勢が戦った場所へ出向き、どのような活躍があったかについての調査を実施した。
嘉明は黒田が亡くなった如来寺を訪れた際、黒田のふたりの子供に「ふたりの父は、あえて死を選んだ」と言い落涙した。
ある日、家来の萩野森が嘉明に「黒田は焦りすぎました。松前の軍勢を持って如来寺を囲み、鉄砲を使って攻め、一方を明けておけばその方向へ敵は撤退します。その時に、討ち取ったならば、黒田は討ち死にはしなかったでしょう」と言うと、嘉明は、黒田を擁護する発言をする。
「経験した者にしか、物事の真実を知ることはできない。武者大将として戦場に立ち配下を指揮する時、配下がその指揮に従わない場合には、このような行動をとるのだ」。
その上で、黒田の妻とふたりの子供に褒美を出した。
出典：
[
2
]
```

## 子孫
3代目黒田九兵衛忠直は慶長5年(1600年)10月、家督を相続し伊予松山藩初代藩主となった加藤嘉明の御近習役となり知行400石を得た。元和元年（1615年）の大坂夏の陣では、嘉明の子加藤明成に付き従う。元和4年（1618年）に加藤家が陸奥会津藩主となった際には200石加増され600石となっている。加藤家が会津騒動で石見吉永藩1万石に減封となった寛永20年（1643年）には、伊勢桑名藩11万3,000石の久松系松平定綱に召し抱えられ、30人扶持200 石で御物頭(足軽大将)を務めた。
```
「慶長五年十月三州院様如来寺の合戦場御見聞の為御出馬弟松爾入共御供仕り
如来寺に於いて御膝元へ召し寄せられ直次討死の儀厚く御貴詞成し下され置き其の上
家督仰せ付けられ知行三百石下し置かれ御近習役仰せ付けられ同九年十月二十二日百石御加増下し置かれ
同十五年故有って御勘気を蒙り京都大徳寺に罷り越し落髪名休三改五カ年間同寺に罷り在り
慶長十九年帰参仰せ付けられ本知四百石下し置かれ御銕鉋頭仰せ付けられ
元和元年大阪夏の陣の節圓通院様の御供仕り
同四年陸奥国会津御拝領の節其の供仕り其の節二百石御加増下し置かれ都合六百石と成り下し置かれ
寛永十一年七月御上洛の節圓通院様供に就き奉り遊ばされ候。御先乗仰せ付けられ御先手組外に御持筒拾人差し添えられ御供仕り
同廿年五月三日圓通院様会津差し上げられし後
勢州幸名城主松平越中守定綱候罷り出宛行三拾人扶持二百石下し置かれ御物役相勤め慶安二年正月七日病死仕り候」黒田九兵衛忠直
出典：
[
1
]
```

その後、代々の黒田九兵衛は加藤嘉明の孫が近江水口藩として立藩したのちに、再び加藤家水口藩に仕えた。8代将軍徳川吉宗の時代、5代目黒田九兵衛直政は水口藩主加藤嘉矩の頃、享保4年（1719年）1月9日に御旗奉行に就いた。
```
「寥々院様御代宝永三年三月十六日命に依って黒田家相続仰せ付けられ御宛行十五人扶持下し置かれ御物頭仰せ付けられ組方御預り屋敷綾野に於いて下し置かれ候
覚音院様御代 享保二年七月廿三日五人扶持御加増下し置かれ同四年十一月九日御旗奉行仰せ付けられ同八年正月二十五日病死仕り候」黒田九兵衛直政
出典：
[
1
]
```

以後、代々御物頭（足軽大将）の役目を継承し、江戸時代末期の11代目黒田九兵衛直尋まで九兵衛の名を継承している。明治以降は12代目の黒田完爾の時代に近江水口から上京。完爾の長男の黒田湖山（直道）は貴族院勅選議員となった同郷の巖谷一六の三男で、児童文学者や文部省唱歌『ふじの山』の作詞者としても知られる巖谷小波に師事し、小説家となった。完爾の次男の黒田道行は東京農大の醸造学科初代教授となった。

## エピソード
初代黒田九兵衛忠次から11代目黒田九兵衛直尋の系譜は、黒田湖山の子の黒田直竹（国文学者で、武蔵野相愛幼稚園創立者の長女黒田成子の夫）が父の遺品から発見し、現代語訳を行い菩提寺の天暁山一行院満徳寺に納め保管されたことで判明した。黒田九兵衛代々の二振りの刀は黒田道行の子孫に引き継がれている。短脇差は安土桃山時代の黒田九兵衛直次の頃、長脇差は江戸中期の5代目黒田九兵衛直政の頃のものと推定される。長脇差とともに発見された奈良利寿の鍔は神奈川県立歴史博物館に寄託されている。